# Jarosław Gromadzki
Jarosław Gromadzki (ur. 15 września 1979 w Słupsku) – polski informatyk i polityk, poseł na Sejm VII kadencji.

## Życiorys
Z zawodu informatyk, w 1998 ukończył Liceum Ogólnokształcące im. Wacława Sierpińskiego w Słupsku. W 2015 uzyskał tytuł zawodowy inżyniera na Społecznej Akademii Nauk w Łodzi na kierunku informatyka, systemy i sieci komputerowe. Pracował jako informatyk w Słupsku.
W 2011 zaangażował się w działalność polityczną w ramach Ruchu Palikota. W wyborach w 2011 bez powodzenia kandydował z ramienia tej partii do Sejmu w okręgu gdyńskim, otrzymując 3221 głosów. Wkrótce po wyborach odszedł z RP. 19 grudnia 2014 objął mandat poselski, zastępując Roberta Biedronia. Dołączył do klubu poselskiego Sojuszu Lewicy Demokratycznej. Pół roku później z niego wystąpił, współtworząc ugrupowanie Stonoga Partia Polska. Otworzył również gdyńską listę KWW Zbigniewa Stonogi w kolejnych wyborach parlamentarnych, otrzymując 1522 głosy. Komitet nie przekroczył wyborczego progu, a SPP kilka dni po wyborach została rozwiązana. W 2020 został koordynatorem partii Nowa Demokracja – Tak w okręgu gdyńsko-słupskim. W 2021 przeszedł do partii Normalny Kraj, zasiadając w jej zarządzie (do 2022).